# Larrousse LH94
O LH94 é o modelo da Larrousse da temporada de 1994 da Fórmula 1. Condutores: Olivier Beretta (pilotou em 10 etapas), Philippe Alliot (pilotou apenas no GP da Bélgica), Yannick Dalmas (duas corridas), Hideki Noda (três corridas), Érik Comas (guiou até o GP do Japão) e Jean-Denis Délétraz (apenas no GP da Austrália).

## Resultados[2]
(legenda) 
| Ano  | Chassi | Motor          | Pneus | N° | Pilotos             | 1   | 2   | 3   | 4   | 5   | 6   | 7   | 8   | 9   | 10  | 11  | 12  | 13  | 14  | 15  | 16  | Pontos | Posição |  |
| ---- | ------ | -------------- | ----- | -- | ------------------- | --- | --- | --- | --- | --- | --- | --- | --- | --- | --- | --- | --- | --- | --- | --- | --- | ------ | ------- |  |
|      |        |                |       |    |                     |     |     |     |     |     |     |     |     |     |     |     |     |     |     |     |     |        |         |  |
|      |        |                |       |    |                     | BRA | PAC | SMR | MON | ESP | CAN | FRA | GBR | GER | HUN | BEL | ITA | POR | EUR | JPN | AUS |        |         |  |
| 1994 | LH94   | Ford HBF7/8 V8 | G     | 19 | Olivier Beretta     | Ret | Ret | Ret | 8   | Ret | Ret | Ret | 14  | 7   | 9   |     |     |     |     |     |     | 2      | 11º     |  |
| 1994 | LH94   | Ford HBF7/8 V8 | G     | 19 | Philippe Alliot     |     |     |     |     |     |     |     |     |     |     | Ret |     |     |     |     |     | 2      | 11º     |  |
| 1994 | LH94   | Ford HBF7/8 V8 | G     | 19 | Yannick Dalmas      |     |     |     |     |     |     |     |     |     |     |     | Ret | 14  |     |     |     | 2      | 11º     |  |
| 1994 | LH94   | Ford HBF7/8 V8 | G     | 19 | Hideki Noda         |     |     |     |     |     |     |     |     |     |     |     |     |     | Ret | Ret | Ret | 2      | 11º     |  |
| 1994 | LH94   | Ford HBF7/8 V8 | G     | 20 | Erik Comas          | 9   | 6   | Ret | 10  | Ret | Ret | 11† | Ret | 6   | 8   | Ret | 8   | Ret | Ret | 9   |     | 2      | 11º     |  |
| 1994 | LH94   | Ford HBF7/8 V8 | G     | 20 | Jean-Denis Délétraz |     |     |     |     |     |     |     |     |     |     |     |     |     |     |     | Ret | 2      | 11º     |  |

† Completou mais de 90% da distância da corrida.

## Curiosidade
O LH94 correu as primeiras etapas da Temporada de 1994 com uma pintura vermelha e branca, patrocinada pela Kronenburg, uma companhia de cervejas.